# Вининцы
Вининцы (укр. Вінинці) — село, входит в Переяслав-Хмельницкий район Киевской области Украины.
Население по переписи 2001 года составляло 425 человек. Почтовый индекс — 08452. Телефонный код — 4567. Занимает площадь 3,11 км².

## Местный совет
08451, Київська обл., Переяслав-Хмельницький р-н, с. Лецьки, вул. Мостового,1